# Gerhard Egede
Lars Gerhard Andreas Boas Egede (5. dubna 1892 Narsaq – 15. dubna 1969 Narsaq) byl grónský katecheta, pastor a zemský rada.

## Životopis
Byl synem lovce Edvarda Frederika Kristiana Anderse Egedeho (1858–1901) a jeho manželky Ane Sofie Frederikke Berthelsenové (1865–1913). Prostřednictvím své matky byl vnukem Rasmuse Berthelsena (1827–1901). Mezi jeho bratry patřili zemští radní Otto Egede (1889-1952) a Niels Egede (1900–?).
Gerhard Egede absolvoval v roce 1912 Grónský seminář a poté se vzdělával v Dánsku. Poté působil jako vedoucí katecheta v Aasiaatu a Nuuku a v roce 1917 byl vysvěcen na kněze. Následně byl pastorem v Paamiutu, Nanortaliku, Qaqortoqu a Narsarmijitu.
Byl členem farní rady a v roce 1933 byl zvolen do zemské rady Jižního Grónska. Zatímco v prvním roce ho zastupoval Sem Petersen, na všech zbývajících zasedáních zákonodárného sboru byl přítomen a byl znovuzvolen v roce 1939 i v roce 1945. V tomto období ho však v letech 1946, 1949 a 1950 zastupoval Kristian Berthelsen. V letech 1951 až 1954 byl také členem první celogrónské zemské rady. S 21 lety ve funkci byl nejdéle sloužícím členem.
Jeho role v politických dějinách Grónska byla velká. Byl například považován za průkopníka „nového“ Grónska, když souhlasil s dekolonizací Grónska ze strany Grónska. V roce 1950 byl jmenován Dannebrogsmandem.

## Rodina
Gerhard se 3. září 1916 v Aasiaatu oženil s Karen Karoline Agathe Siegstadovou (1897–?), nemanželskou dcerou Carla Frederika Harriese (1872–1938), který se později stal grónským inspektorem. Jeho synem byl Carl Egede (1924–1959), zemský rada, který zahynul při potopení lodi Hans Hedtoft.